# Нова Весь (Груєцький повіт)
Нова Весь (пол. Nowa Wieś) — село в Польщі, у гміні Варка Груєцького повіту Мазовецького воєводства.
Населення — 394 особи (2011).
У 1975-1998 роках село належало до Радомського воєводства.

## Демографія
Демографічна структура станом на 31 березня 2011 року:
|          | Загалом | Допрацездатний вік | Працездатний вік | Постпрацездатний вік |
| -------- | ------- | ------------------ | ---------------- | -------------------- |
| Чоловіки | 188     | 41                 | 132              | 15                   |
| Жінки    | 206     | 39                 | 119              | 48                   |
| Разом    | 394     | 80                 | 251              | 63                   |